# Blue Bird (可苦可樂單曲)
《Blue Bird》，是日本樂團可苦可樂的第20張單曲。2011年2月16日發行。

## 簡介
前作《流星》之後約3個月發行。
《Blue Bird》是NHK教育頻道播放的電視動畫電視動畫《爆漫王。》的主題曲。是可苦可樂的單曲A面曲首次作為動畫主題曲。可苦可樂表示《爆漫王。》的主角也是二人組，因此閱讀時特別有親切感，希望歌曲能夠提升動畫的世界觀。
c/w曲《給你的主題歌》同時被用作「2010 冬天的東京鐵塔」的電視廣告歌曲以及富士電視台第2回小學生跳繩比賽決定戰的主題曲。

## 收錄曲目
1. Blue Bird
2010年NHK電視動畫《爆漫王。》的主題曲
2. 給你的主題歌（君への主題歌）
「2010 冬天的東京鐵塔」的電視廣告歌曲
富士電視台第2回小學生跳繩比賽決定戰的主題曲
3. Love Letter（demo）（ラブレター）
4. Blue Bird （Instrumental）
5. 君への主題歌 （Instrumental）

全作詞、作曲：小淵健太郎；全編曲：可苦可樂

## 外部連結
- 初回限定盤
- 通常盤